# Őrállás
Őrállás (németül Oberdorf im Burgenland) község Ausztriában, Burgenland tartományban, a Felsőőri járásban.

## Fekvése
Felsőőrtől 9 km-re délre fekszik.

## Története
A község területe már az időszámításunk előtti időben is lakott volt. Ezt bizonyítja az itt talált kőbalta és a számos római kori halomsír.
A mai települést a vörösvári uradalom területén alapították. Első írásos említése 1434-ből származik "Poss. Monyarospathak al. nom. Obordoffh" alakban  abban az oklevélben, melyben a sváb származású Ellerbachok az uradalmat megvásárolták. 1496-ban "Poss. Monyoroswelgh al. nom. Obordorff" néven szerepel abban az oklevélben, melyben Ellerbach János a birtokot Erdődy Bakócz Tamás zágrábi püspöknek, a későbbi esztergomi érseknek adja el. Lakói javarészt jobbágyok, akik adójukat részben természetben, részben pénzben fizették az uradalomnak. 1553-ban "Oberdarff", 1556 "Oberdorff", 1635-ben "Obandorff" néven szerepel a korabeli forrásokban. 1688-ban a faluban 24 ház állt, az akkori családnevek közül a Halper, Konrath, Tuider és Lorenz családok ma is lakják a települést. 1779-ben 443 lelket számláltak itt. 1869-ben a Saubergen felépült a templom. 1881-ben postahivatal nyílt, az iskolát 1884-ben építették. 1885-ben a település hivatalos nevét „Őrállás”ban állapították meg. 1891-ben 974 lakosa volt.
Vályi András szerint "OBERDORF. Német falu Vas Várm. földes Ura G. Erdődy Uraság, lakosai katolikusok, fekszik Vörösvárhoz közel, mellynek filiája; Szent Annának emlékezetére épűlt Kápolnája magos, hegyes és kies helyen épűlt, melly helyről tiszta időben Stájer Országba lehet el látni. Határjában fája van, földgye homokos, és köves. "
Fényes Elek szerint "Oberdorf, német falu, Vas vmegyében, a vörösvári uradalomban, 610 kath. lak., s sovány, erdős határral."
Vas vármegye monográfiája szerint "Őrállás, 158 házzal és 974 r. kath. és ág. ev. vallású németajkú lakossal. Postája helyben van és távírója Vörösvár. Birtokosok az Erdődyek."
1910-ben 942 lakosából 925 fő német, 17 magyar volt. A trianoni békeszerződésig Vas vármegye Felsőőri járásához tartozott. Az első világháborúban 30 helyi lakos esett el. 1921-ben Ausztria Burgenland tartományának része lett. Ebben az évben alakult meg a község önkéntes tűzoltóegylete. 1922-ben a templom mögött felépült a második iskolaépület, 1923-ban pedig a tűzoltó szerház. 1935-ben bevezették az elektromosságot. A második világháborúban a helyi férfiak közül sokan szolgáltak a Wehrmacht kötelékében, végül a háborúban 94 lakos veszett oda. 1952-ben a község minden részén felgyulladtak a villanyégők. 1953-ban elkészült a vízvezeték hálózat. 1961 és 1968 között a templomot renoválták, 1967-ben elkészült az új községháza és átépítették az iskolát is. 1973-ban megkezdődött a csatornahálózat építése. 1978-ban megnyílt az óvoda a községben. 1988-ban bevezették a gázt a településre. 2001-ben 1102 lakosa volt, melyből 1082 német, 5 magyar, 15 egyéb nemzetiségű volt.

## Nevezetességei
Szent Anna tiszteletére szentelt római katolikus plébániatemploma 1869-ben épült, 1961 és 1968 között renoválták.

## Külső hivatkozások
- Hivatalos honlap
- Őrállás a dél-burgenlandi települések honlapján
- Őrállás az Osztrák Statisztikai Hivatal honlapján
- Geomix.at[halott link]
- Rövid ismertető